# Rubus deliciosus

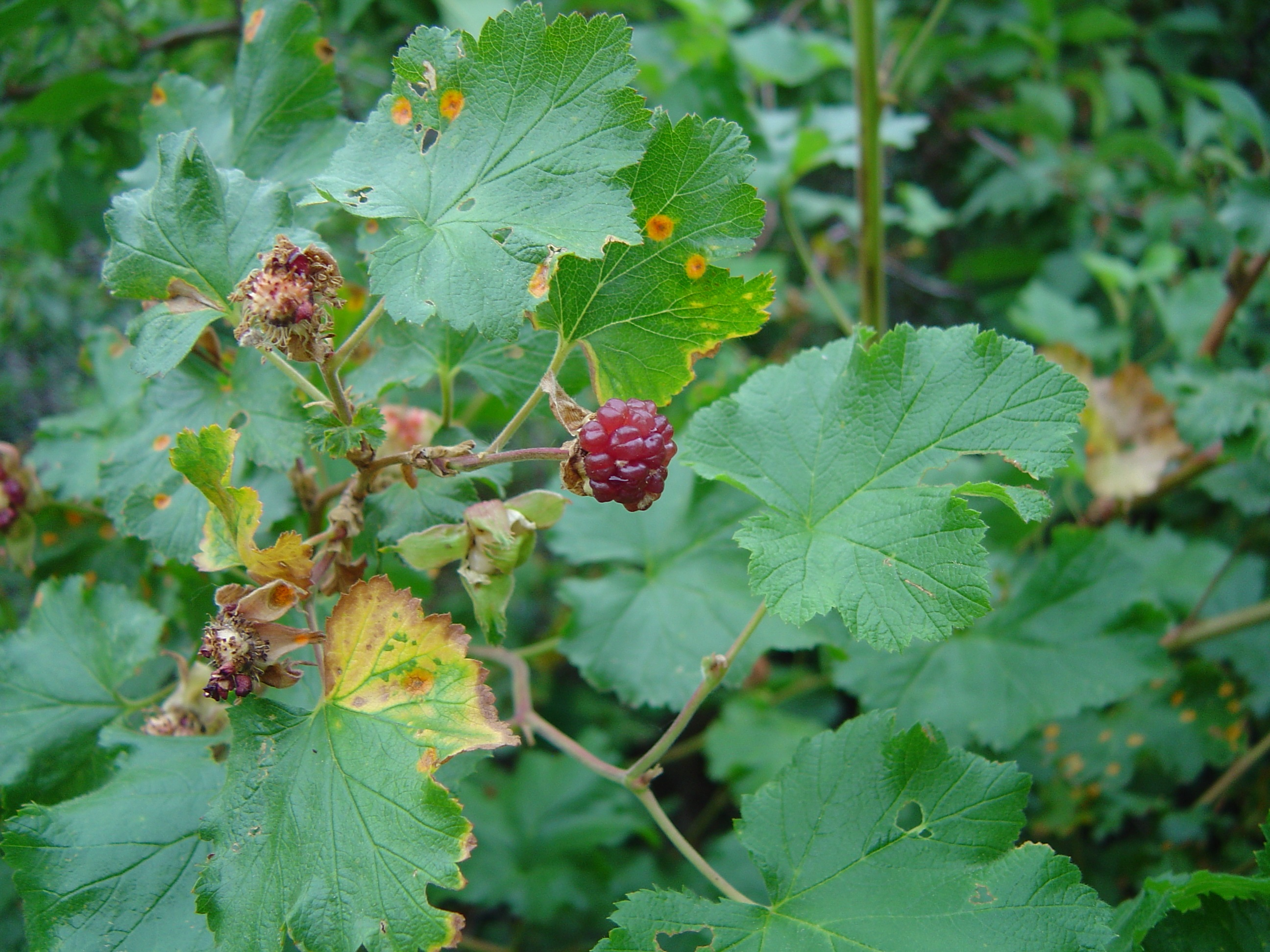
Quả của R. deliciosus

Rubus deliciosus, tên thường gọi là mâm xôi ngọt, mâm xôi núi Rocky, mâm xôi tuyết, là một loài thực vật có hoa thuộc chi Mâm xôi. Đây là loài bản địa của Hoa Kỳ, được tìm thấy ở dãy Rocky (phần thuộc bang Colorado), New Mexico, Wyoming, vùng cán xoong Oklahoma. Ngoài ra, một số quần thể bị cô lập còn được biết đến ở vùng cán xoong Texas và dãy Black Hills ở South Dakota.

## Mô tả
R. deliciosus là một cây bụi rụng lá, cao khoảng 1,5 - 3 mét với tốc độ trung bình. Không như những loài mâm xôi khác, R. deliciosus là cây lâu năm. Thân cong, lông tơ thưa thớt, vỏ cây rất dễ bong tróc. Lá rụng theo mùa và mọc xen kẽ nhau, màu xanh bóng, có 3 - 7 thùy, lông thưa thớt, chủ yếu dọc theo gân chính; dài và rộng khoảng 3 – 4 cm. Hoa lưỡng tính, mọc đơn lẻ, rất to, 5 cánh màu trắng tươi, mỗi cánh dài khoảng 15 – 25 mm, hình trứng, đường kính hoa khoảng 3,8 – 6 cm; nở vào tháng 5 đến tháng 6. Quả hạch chín vào tháng 7 - 8, hình bán cầu, đường kính khoảng 10 – 13 mm, màu tía hoặc đỏ sẫm, quả chín không tỏa mùi thơm, vị tuy ngọt nhưng cùi thịt khá khô và ít, hạt nhiều nên không được đánh giá cao; bề ngoài của trái cũng không hấp dẫn.
R. deliciosus ưa mọc ở những hẻm núi, mỏm đá, ven suối, ở độ cao khoảng 1800 – 2900 m. Nó chỉ thích hợp ở những nơi nhiều nắng và không sống được trong bóng râm.

## Sử dụng
Trái tuy có chất lượng kém nhưng vẫn ăn được, nhưng thường được trồng như cây cảnh vì hoa lớn của nó. Quả có thể được dùng làm thuốc nhuộm màu xanh dương.
R. deliciosus được lai với loài Rubus trilobus ở miền nam México, và được gọi là R. × tridel. Hoa của giống lai này rất lớn, đường kính hơn 8 cm, do thừa hưởng gen từ R. deliciosus nên được trồng làm cây cảnh trong các khu vườn.